# 3242 Bakhchisaraj
3242 Bakhchisaraj eller 1979 SG9 är en asteroid i huvudbältet som upptäcktes den 22 september 1979 av den rysk-sovjetiske astronomen Nikolaj Tjernych vid Krims astrofysiska observatorium på Krim. Den har fått sitt namn efter staden Bachtjysaraj på Krim.
Asteroiden har en diameter på ungefär sju kilometer och den tillhör asteroidgruppen Eunomia.